# كارل فرانكس
كارل فرانكس (بالإنجليزية: Carl Franks)‏ هو مدير فني أمريكي، ولد في 1 ديسمبر 1960.